# Salvador Ibáñez
Salvador Ibáñez (* 1854 in Valencia; † 1920) war ein spanischer Gitarrenbauer. Der Name wurde etwa ab 1936 von der heute weltbekannten japanischen Marke Ibanez weiterverwendet.

## Werdegang
Mit elf Jahren begann Ibáñez seine Ausbildung zum Gitarrenbauer bei Calle Muela bei Valencia.
1870 gründete er eine eigene Werkstatt. Ibáñez baute Gitarren, Ukulelen, Mandolinen und andere Saiteninstrumente. 1897 baute er eine der ersten Doppelhals-Gitarren.  Seine Instrumente gelten bis heute als herausragende Instrumente aus dieser Zeit. Als er 1920 starb, übernahmen seine beiden Söhne die Werkstatt.

## Ibanez
Ab 1928 importierte das japanische Unternehmen Hoshino Gakki Gitarren aus dieser Werkstatt nach Japan. Als die Werkstatt während des Spanischen Bürgerkriegs  zerstört wurde, kaufte Hoshino Gakki die Rechte an den Namen Ibanez Salvador und vertrieb über diese Marke selbst produzierte Gitarren. Später wurde der Markenname auf Ibanez gekürzt.
Julian Bream hat eine Salvador-Ibáñez-Gitarre gespielt. Eric Clapton besaß mehrere Salvador-Ibáñez-Gitarren, eine davon erzielte 1999 bei einer Benefizauktion 42.000 Dollar.